# دائرة السانية
دائرة السانية من أهم دوائر ولاية وهران بها مطار وهران الدولي وجامعة وهران والمنطقة الصناعية . تقع دائرة السانية في وسط ولاية وهران وتتكون من ثلاثة بلديات وهي :
- بلدية السانية : وهي مركز الدائرة والبلدية الرئيسية للدائرة .
- الكرمة : تقع جنوب بلدية السانية .
- بلدية سيدي الشحمي : تقع شرق بلدية السانية .

تبلغ مساحة دائرة السانية حوالي 181.56 كم² , ويبلغ عدد سكانها حوالي 220.000 نسمة ( سنة 2008 )

## معلومات عن الدائرة
دائرة السانية
الانتماء الإداري
- البلد :  الجزائر .
- المكان : ولاية وهران .
- الرئيس : بلحزاجي الغالي .

معلومات جغرافية
- المساحة : 181.56 كم² .

السكان
- عدد السكان : 220 ألف نسمة .
- سنة : 2008 .

موقع ولاية وهران في الجزائر

- الكثافة السكانية : 1211 نسمة/كم² .

أرقام
- رمز الدائرة : 3105

## وصلات مهمة
- بلدية السانية
- بلديةالكرمة
- بلدية سيدي الشحمي
- ولاية وهران
- الجزائر